# Johann Dietrich von Brabeck
Johann Dietrich von Brabeck (* unbekannt; † vor dem 27. März 1629) war Domherr in Münster.

## Leben

### Herkunft und Familie
Johann Dietrich von Brabeck entstammte dem westfälischen Adelsgeschlecht von Brabeck, das seinen Ursprung im Vest Recklinghausen hatte und aus dem zahlreiche Domherren hervorgegangen sind.
Die Identität seiner Eltern ist nicht umfassend geklärt. Der Vorname seines Vaters von Brabeck zu Brüggeney und die Namen seiner Gemahlin sind nicht bekannt. Es kann davon ausgegangen werden, dass Johann Dietrich aus der Familie stammt, denn die Angaben in seiner Aufschwörungstafel sind identisch mit denen des Ludolf Walter von Brabeck, der auf die Geschlechter Landsberg, Reuspe und Erwitte aufgeschworen wurde.

### Wirken
Am Ende des Jahres 1627 wurde er für die münstersche Dompräbende des Johann von Brabeck, der verzichtet hatte, nominiert. Mit der Aufschwörung auf die Geschlechter Brabeck, Landsberg, Reuspe und Erwitte am 8. Februar 1628 kam er in den Besitz der Pfründe. Er starb vor dem 27. März 1629, als seine Präbende vom Kurfürsten Ferdinand von Bayern an dessen Neffen Maximilian Heinrich von Bayern ging.